# Dinòcrates de Messènia
Dinòcrates de Messènia (en llatí Deinocrates, en grec antic Δεινοκράτης) fou un polític messeni que va anar a Roma l'any 183 aC per justificar la revolta de Messènia contra la Lliga Aquea. Esperava trobar a Flaminí que era amic personal seu i enemic de Filopemen el cap de la Lliga. Flaminí el va rebre i li va prometre ajut.
Dinòcrates va tornar a Messènia i va arribar a Naupacte on va enviar a Filopemen i altres magistrats, una petició de reunió de l'assemblea de la Lliga. En realitat era un parany per fer caure a Filopemen en mans de Flaminí, però l'estrateg aqueu no va ser apresat.
Una mica més tard Filopemen va ser fet presoner pels rebels messenis i Dinòcrates en va demanar la pena de mort. L'any següent el poble de Messènia demanava la pau i va deixar de donar suport als rebels, i els aqueus dirigits per l'estrateg Licortes (Lycortas) van entrar al país i van agafar als partidaris de la guerra contra la Lliga, entre ells Dinòcrates, i tots van ser condemnats a mort. Dinòcrates es va suïcidar abans de l'execució. Segons Polibi, Dinòcrates tenia molt poca visió política. També en parlen Titus Livi, Plutarc i Pausànies.